# Heinz Kaulmann
Heinz Kaulmann (né le 28 septembre 1934 en Allemagne et mort le 17 juillet 2020 à Berlin) est un joueur de football est-allemand.
Kaulmann est notamment connu pour avoir terminé meilleur buteur du championnat lors de la saison 1957 avec 15 buts.